# Ankarapithecus
Анкарапітек (Ankarapithecus) — рід вимерлих мавп. Це були, ймовірно, плодоїдні мавпи, що важили близько 27 кг. Їх рештки були знайдені поруч з Анкарою в центральній Туреччині, починаючи з 1950-х років. Жили в епоху пізнього міоцену. Вони були схожі на сівапітека (Sivapithecus).